# Hans Heinrich Bürmann
Hans Heinrich Bürmann († 21. Juni 1817 in Mannheim) war ein deutscher Mathematiker und Lehrer.

## Leben
Er leitete spätestens ab 1795 eine Handelsakademie, in welcher Rechenkunst, Buchhaltung, handelsmännische Korrespondenz, Wechselrecht und Warenkunde sowie deutsche, französische, italienische und englische Sprache gelehrt wurden. Seine Lebensumstände waren schwierig, so erhielt er erst im September 1808 eine Besoldung von 1000 Gulden „als Großherzoglicher Director der Badischen Handlungsakademie, Professor der Mathematik und Censor“.
Wissenschaftlich betätigte er sich im Feld der Kombinatorik und trug zur Entwicklung der symbolischen Sprache der Mathematik bei. Er entdeckte die verallgemeinerte Form der Lagrangeschen Inversionsformel und korrespondierte mit Joseph-Louis Lagrange und Carl Friedrich Hindenburg.